# ای‌پی‌اف-آی‌ام
ای‌پی‌اف-آی‌ام (به انگلیسی: APF Imagination Machine) یک کنسول بازی ویدئویی از نسل دوم است که توسط شرکت ای‌پی‌اف و در اواخر سال ۱۹۷۹ عرضه شد. ای‌پی‌اف-آی‌ام ترکیبی از یک کنسول بازی ویدئویی و سیستم رایانه‌ای بود. ای‌پی‌اف-آی‌ام دارای امکاناتی چون صفحه‌کلید و پخش نوار کاست بود. این کنسول درحقیقت برای رقابت با آتاری ۲۶۰۰ پا به عرصه فروش گذاشت و تاکنون نیز یکی از قابل ارتقاءترین کنسول‌های عرضه شده‌است که در نسل خود از امکاناتی نوآورانه بهره‌مند بود. این کنسول با قیمت ۷۰۰ دلار عرضه می‌شد.

## مشخصات فنی
- پردازشگر: ۸-بیتی ۰٫۸۹ مگاهرتز موتورولا ۶۸۰۰
- حافظه دسترسی تصادفی: ۷ کیلوبایت (قابل ارتقاء تا ۱۷ کیلوبایت)
- دقت پرونده: ۲۵۶×۱۹۲×۴ / ۱۲۸×۱۹۲×۸
- رنگ‌ها: ۸
- ورودی: دو کنترلز (۱۳ دکمه)
- مدیا: کارتریج، نوار کاست

## بازی‌ها
- Artist and Easel
- Backgammon
- Baseball
- Blackjack
- Bowling / Micro Match
- Boxing
- Brickdown / Shooting Gallery
- Budget Manager
- Casino
- Catena
- Hangman / Tic-Tac-Toe / Doodle
- Pinball / Dungeon Hunt / Blockout
- Rocket Patrol
- Space Destroyers
- UFO / Sea Monster / Break it down / Rebuild / Shoot